# Cine Diagonal
El Cine Diagonal estava ubicat a l'Avinguda Diagonal, 458 de Barcelona. Tenia una capacitat de 999 localitats. El projecte impulsat per José María Reyzábal es va inaugurar el 24 de febrer de 1961. El film seleccionat per a l'acte va ser El gran pescador de Frank Borzage.
A partir del 14 d'abril de 1963 la direcció del local anà a càrrec de l'empresa Balañá. La primera projecció d'aquesta nova etapa va ser Fedra de Jules Dassin. Va ser una sala que tot i tenir una decoració elegant no va destacar per res. Es podria considerar una sala impersonal, orientada al gran públic. L'estiu de 2003 va tancar les portes a causa de la davallada del nombre d'espectadors.